# Олимпиодор Младший
Олимпиодо́р Младший (др.-греч. Ὀλυμπιόδωρος ὁ Νεώτερος; 495—570), философ-неоплатоник, представитель Александрийской школы неоплатонизма, ученик Аммония, сына Гермия.
Олимпиодор — последний философ языческой традиции неоплатонизма в Александрии; после его смерти Александрийская школа перешла к христианским аристотелистам и в итоге была перенесена в Константинополь. Олимпиодор возглавил школу в 520 г., после смерти учителя; несмотря на указ императора Юстиниана I 529 г., по которому были закрыты почти все языческие философские школы, продолжал преподавать и писать как минимум до 565 г. (в своём комментарии к «Метеорологии» Аристотеля он упоминает комету, появлявшуюся в этом году). Это оказалось возможным в основном благодаря тому, что Александрийская школа имела более формально-учебный характер (чем, например, Платоновская Академия в Афинах) и воздерживалась от участия в политической жизни.

## Катарсис
Олимпиодору принадлежит оригинальное рассуждение о катарсисе, характерное с точки зрения понимания Аристотеля в общеантичной традиции (в комментарии к «Алкивиаду I» Платона). Олимпиодор различает «нефилософский» и «философский» катарсис.
Нефилософский катарсис может быть процессом получения истины в результате критики или опровержения ложного. Философский катарсис есть тот, который применяется к психической жизни и даёт возможность переходить от низших её состояний к высшим.
В философском катарсисе Олимпиодор различает три типа очищения.
1. Первый тип, «сократо-платоновский», представляет собой критику понятий частных, обывательских (то есть обыкновенно случайных, неверных) для получения таких общих понятий, которые являются мерами истины (и искажением которых понятия частные, обывательские являются).
2. Второй тип основан на понимании катарсиса как лечения болезненных состояний (у Гиппократа такое лечение понимается медицински, у Аристотеля — психологически). Этот тип катарсиса основан на излечивании болезни такими средствами, которые данной болезни противоположны.
3. Третий тип противоположен второму и называется у Олимпиодора пифагорейским. Здесь также идёт речь о лечении болезненных состояний, но лечение понимается как использование в малой дозе той болезни, которая существует в большой дозе.

В рассуждении Олимпиодора отсутствует ноологические понимание катарсиса, как это следовало бы ожидать от неоплатоника. Но комментируемый Олимпиодором диалог «Алкивиад I» посвящён не катарсису, но софросине (благоразумию, деланию добра), и о собственно Космосе в нём речь не идёт.

## Сочинения
Сохранились следующие сочинения Олимпиодора:
- «Жизнь Платона»
- Комментарии к «Алкивиаду» Платона
- Комментарии к «Горгию» Платона
- Комментарии к «Федону» Платона
- Введение к «Логике» Аристотеля
- Комментарии к «Метеорологии» Аристотеля
- Комментарии к «Категориям» Аристотеля

Олимпиодору также приписываются сочинения:
- Комментарии к «Филебу» Платона; сегодня считается, что работа принадлежит Дамаскию
- алхимический трактат по работе Зосима Панополисского «Об энергии»

В работах Олимпиодора встречаются нигде более не известные сведения о Ямвлихе.